# Храпонь (гміна Лютоцин)
Храпонь (пол. Chrapoń) — село в Польщі, у гміні Лютоцин Журомінського повіту Мазовецького воєводства.
Населення — 333 особи (2011).
У 1975-1998 роках село належало до Цехановського воєводства.

## Демографія
Демографічна структура станом на 31 березня 2011 року:
|          | Загалом | Допрацездатний вік | Працездатний вік | Постпрацездатний вік |
| -------- | ------- | ------------------ | ---------------- | -------------------- |
| Чоловіки | 169     | 33                 | 104              | 32                   |
| Жінки    | 164     | 29                 | 87               | 48                   |
| Разом    | 333     | 62                 | 191              | 80                   |